# Włosty (powiat piski)
Włosty – wieś w Polsce położona w województwie warmińsko-mazurskim, w powiecie piskim, w gminie Biała Piska. W latach 1975–1998 miejscowość należała administracyjnie do województwa suwalskiego.

## Historia
Wieś powstała w ramach kolonizacji Wielkiej Puszczy. Wcześniej był to obszar Galindii. Wieś ziemiańska, dobra służebne w posiadaniu drobnego rycerstwa (tak zwani wolni, ziemianie w języku staropolskim), z obowiązkiem służby rycerskiej (zbrojnej). W XV i XVI w. zapisywane jako Wlosch, Flost, Flosten. Nazwa wsi wywodzi się od nazwiska kolonizatorów z Mazowsza.
Wieś wymieniana w dokumentach z 1437 r., nad samą granicą z Mazowszem, w lesie zwanym Dambrowa. Ponownie wymieniana w 1452 pod nazwą Flost. Przywilej lokacyjny dla Włost wystawiono w 1471 r. dla braci Marcina, Andrzeja i Jakuba Włostowców oraz dla krewnych Grzegorza, Stanisława, Janika, Mikołaja, innego Janika, Michała, Piotra, kolejnego Janika, Macieja, Stanisława, innego Macieja. Łącznie osadzono 14 wolnych na 34 łanach z obowiązkiem trzech służb zbrojnych. W 1471 r. część gruntów wsi Włosty włączono w obszar wsi Wojny.
Włosty-Olszanka